# أسبغورن لارسن
أسبغورن لارسن (بالنرويجية البوكمول: Asbjørn Larsen)‏ هو اقتصادي نرويجي، ولد في 1 أغسطس 1936 في بورشغرون في النرويج.

## وصلات خارجية
- أسبغورن لارسن على موقع إن إن دي بي (الإنجليزية)